# Saint-Samuel
Saint-Samuel es un municipio canadiense situado en la provincia de Quebec.

## Superficie
Saint-Samuel tiene una superficie de 43,21 km².

## Demografía
En 2021, tenía 765 habitantes, una densidad poblacional de 17,7 hab./km², y 368 viviendas.